# Adenizia Ferreira da Silva

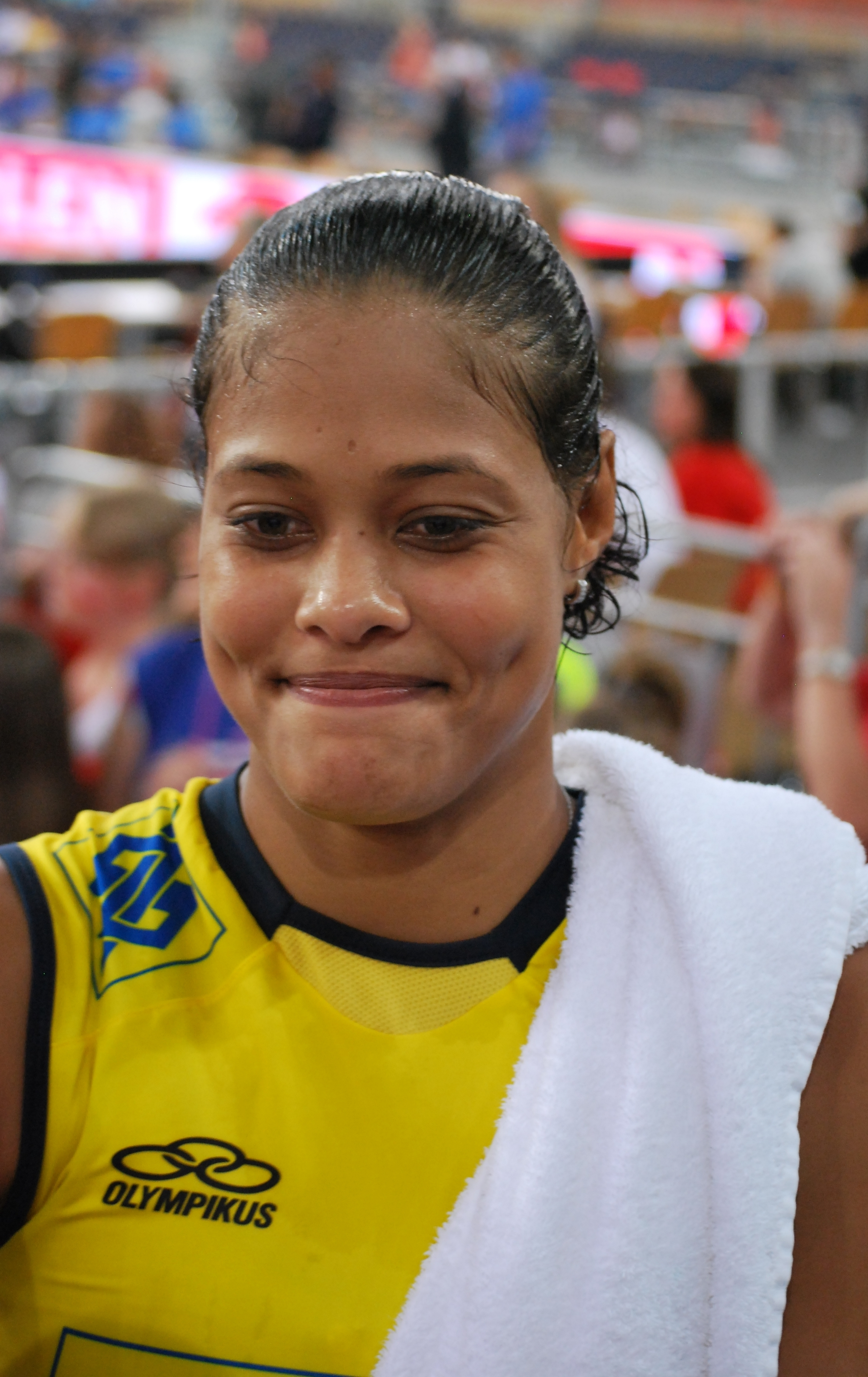
Adenizia Ferreira da Silva reprezentantką Brazylii w 2012 roku

Adenizia Ferreira da Silva (ur. 18 grudnia 1986) – brazylijska siatkarka, reprezentantka kraju, grająca na pozycji środkowej. 

## Przebieg kariery
| 1999–2016                 | Grêmio de Vôlei Osasco     |
| 2016–2020 (do 17.01.2020) | Savino Del Bene Scandicci  |
| 2020–2022 (od 20.01.2020) | Sesi/Vôlei Bauru           |
| 2022–2023                 | Osasco/São Cristóvão Saúde |
| 2023–                     | Dentil/Praia Clube         |

## Osiągnięcia klubowe
Mistrzostwo Brazylii:
- 2004, 2005, 2010, 2012
- 2006, 2007, 2008, 2009, 2011, 2013, 2015, 2024[2]
- 2022[3], 2023[4]

Puchar Brazylii:
- 2008, 2014, 2022[5], 2024[6]

Klubowe Mistrzostwa Ameryki Południowej:
- 2009, 2010, 2011, 2012, 2025[7]
- 2014, 2015, 2024[8]
- 2022[9]

Klubowe Mistrzostwa Świata:
- 2012
- 2010, 2014
- 2011

## Osiągnięcia reprezentacyjne
Mistrzostwa Ameryki Południowej Kadetek:
- 2002

Mistrzostwa Świata Kadetek:
- 2003

Mistrzostwa Ameryki Południowej Juniorek:
- 2004

Mistrzostwa Świata Juniorek:
- 2005

Puchar Panamerykański:
- 2009
- 2008
- 2005

Volley Masters Montreux:
- 2009, 2013, 2017

Grand Prix:
- 2009, 2013, 2014, 2016, 2017
- 2010, 2011, 2012
- 2015

Mistrzostwa Ameryki Południowej:
- 2009, 2011, 2013, 2015, 2017

Puchar Wielkich Mistrzyń:
- 2013
- 2009

Mistrzostwa Świata:
- 2010
- 2014

Igrzyska Olimpijskie:
- 2012

Igrzyska Panamerykańskie
- 2015

Liga Narodów:
- 2021

## Nagrody indywidualne
- 2002: MVP Mistrzostw Ameryki Południowej Kadetek
- 2003: Najlepsza blokująca Mistrzostw Świata Kadetek
- 2004: Najlepsza atakująca Mistrzostw Ameryki Południowej Juniorek
- 2005: Najlepsza blokująca Mistrzostw Świata Juniorek
- 2005: Najlepsza blokująca Pucharu Panamerykańskiego
- 2011: Najlepsza blokująca Klubowych Mistrzostw Świata
- 2012: Najlepsza atakująca Klubowych Mistrzostw Ameryki Południowej
- 2014: Najlepsza środkowa Klubowych Mistrzostw Ameryki Południowej
- 2015: Najlepsza blokująca Igrzysk Panamerykańskich
- 2022: Najlepsza środkowa Klubowych Mistrzostw Ameryki Południowej
- 2025: MVP i najlepsza środkowa Klubowych Mistrzostw Ameryki Południowej